# Дом Мизиновых
Дом Мизиновых в Уральске — памятник архитектуры XIX века, входит в охраняемый государством исторический градостроительный комплекс старого Уральска. Построен в 1820-х годах по проекту итальянского архитектора Микеле Дельмедино для уральских казаков — полковника Стахия Дмитриевича и его брата войскового старшины Андрияна Дмитриевича Мизиновых.
Кирпичное здание, трёхэтажное в центре и в два этажа по краям, выделяется среди прочих благодаря четырём массивным колоннам и фигурным чугунным ограждением балкона над входом, завершает который классический фронтон. Первый этаж выделен карнизом и оформлен рустовкой.

Семья Мизиновых была одной из старейших и уважаемых в Яицком (позднее — Уральском) казачьем войске. В период раскола Яицкого войска накануне восстания 1772 года и Пугачёвщины, старшинский род Мизиновых стоял на правительственной стороне. Андрей Иванович Мизинов по представлению атамана Акутина был награждён за защиту городовой крепости Яицкого городка от Пугачёва, его сын Дмитрий Андреевич служил в корпусе генерала Мансурова и освобождал «ретраншмент» от осады. Стахий Дмитриевич начал службу в 17 лет и сразу попал в полк, направленный экспедиционный корпус Римского-Корсакова в Швейцарии. После заграничного похода служил в лейб-гвардии Уральской казачьей сотне в Петербурге, командовал уральскими полками, награждён орденами Святой Анны и Святого Владимира, в 1835 году вышел в отставку. Он был среди казаков, встречавших в Уральске Александра Пушкина и дававших поэту славные обеды. Будучи одними из самых уважаемых уральских казаков, Стахий и Андриян Мизиновы возглавляли «оппозицию» первому уральскому атаману не из числа уральских казаков — Василий Осиповичу Покатилову. Во время посещения Уральска в 1837 году цесаревич Александр писал своему отцу, императору Николаю: 
…из главнейших раскольников отставной полковник Мизинов, который сам у них исполняет скрытно должность священника в молельнях… Перовский приказал обмундировать всех казаков в мундиры… наподобие оренбургских, где они исполнили это с большим удовольствием, здесь же, напротив того, не только не с удовольствием, но даже начали шалить и неповиноваться, говоря, что этого прежде никогда не бывало…
В результате интриг и конфликтов, по жалобе Покатилова братья в 1837 году даже были сосланы в ссылку в прибалтийский Пернов, куда ранее уже ссылали яицких казаков — участников Пугачёвского восстания, но по инициативе оренбургского губернатора Перовского в 1839 году были прощены и возвращены в Уральск. У потомков Стахия Мизинова жизнь сложилась много спокойнее, его сын Давыд всю жизнь прожил в Уральске и дослужился до звания полковника, а внук Стахий Давыдович и вовсе отказался от военной службы и перебравшись в Москву, работал домашним учителем, позднее — железнодорожным чиновником. В его браке с Лидией Юргановой родилась дочь Лидия — Лика Мизинова, близкий друг Антона Павловича Чехова.
Из более поздней истории известно, что в феврале 1919 года с балкона дома в ходе одного из митингов держал речь Михаил Васильевич Фрунзе и, якобы, во время митинга в него стрелял один из красноармейцев.